# Midtvesten
Midtvesten (engelsk: the Midwest el. the Middle West, indtil 1984 the North Central Region) er en region, som dækker de af USA's delstater, der ligger vest for Appalacherne, nord for Ohiofloden, og øst for Rocky Mountains. Det er en af de 4 regioner, USAs Folketællingsbureau inddeler landet i; de 3 andre er Nordøst (en), Sydstaterne, og Vesten (en). Midtvesten er delt op i to, West North Central og East North Central.
Midtvesten består af 12 delstater, og havde en befolkning på 66.927.001 ved den seneste folketælling i 2010. Regionen har et landareal på 1.943.844 km2, og en befolkningstæthed på 34,4 indbyggere/km2. Midtvesten er derfor 12,1 gange så stor som Danmark målt på befolkning, og 45,8 gange så stor målt på areal.

## Delstater

### West North Central
- Iowa
- Kansas
- Minnesota
- Missouri
- Nebraska
- North Dakota
- South Dakota

### East North Central
- Illinois
- Wisconsin
- Indiana
- Michigan
- Ohio

## Fodnoter
1. ↑  Danmark havde i 2010 en befolkning på 5.534.738, og har et areal på 42.434 km2.